# 埃里兹拉布吕莱
埃里兹拉布吕莱（法語：Érize-la-Brûlée，法語發音：[eʁiz la bʁyle]）是法国默兹省的一个市镇，位于该省西南部，属于巴勒迪克区。

## 地理
埃里兹拉布吕莱（48°50'59"N, 5°17'0"E）面积10.82 平方千米，位于法国大東部大區默兹省，该省份为法国西北部内陆省份，北与比利时接壤，西接马恩省和阿登省，南至上马恩省和孚日省，东临默尔特-摩泽尔省。
与埃里兹拉布吕莱接壤的市镇（或旧市镇、城区）包括：贝尔兰、赖瓦勒、吕蒙、塞尼厄勒、瓦万库尔、艾尔河畔维洛特。

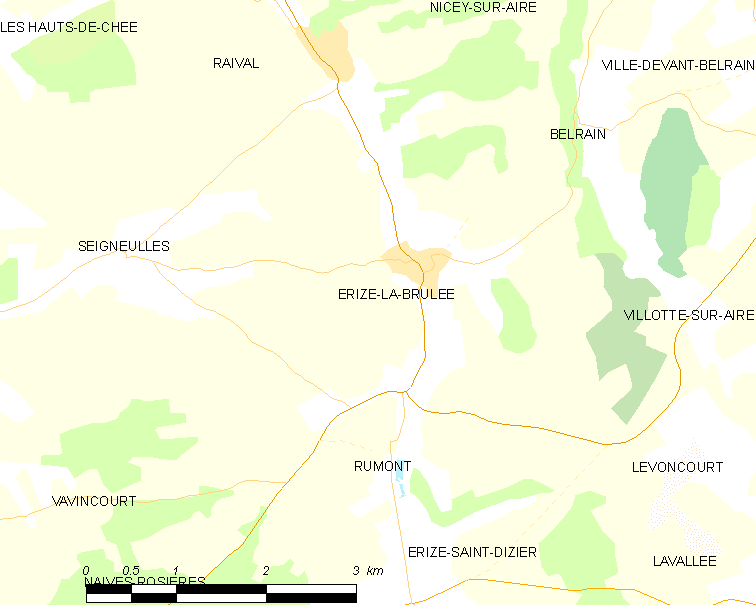
埃里兹拉布吕莱的OSM定位图

埃里兹拉布吕莱的时区为UTC+01:00、UTC+02:00（夏令时）。

## 行政
埃里兹拉布吕莱的邮政编码为55260，INSEE市镇编码为55175。

## 政治
埃里兹拉布吕莱所属的省级选区为巴勒迪克第一县。

## 人口

1962-2008年间埃里兹拉布吕莱人口变化图示

埃里兹拉布吕莱于2022年1月1日时的人口数量为174人。